# Mount Moritz
Mount Moritz est un village situé à la Grenade, dans la paroisse de Saint George. Établi sur une colline face à la mer des Caraïbes, le village a été créé au XIXe siècle par une communauté pauvre de fermiers blancs venant de la Barbade. La population a vécu en autarcie et est restée une communauté isolée durant plus d'un siècle jusque dans les années 1970 avec l'arrivée de nouveaux habitants venant des villages alentour.

## Référence
1. ↑  Paul Crask, Grenada Carriacou Petite Martinique, Bradt, 2004.